# 福伊爾克普夫爾山
47°33′0″N 12°4′11″E / 47.55000°N 12.06972°E

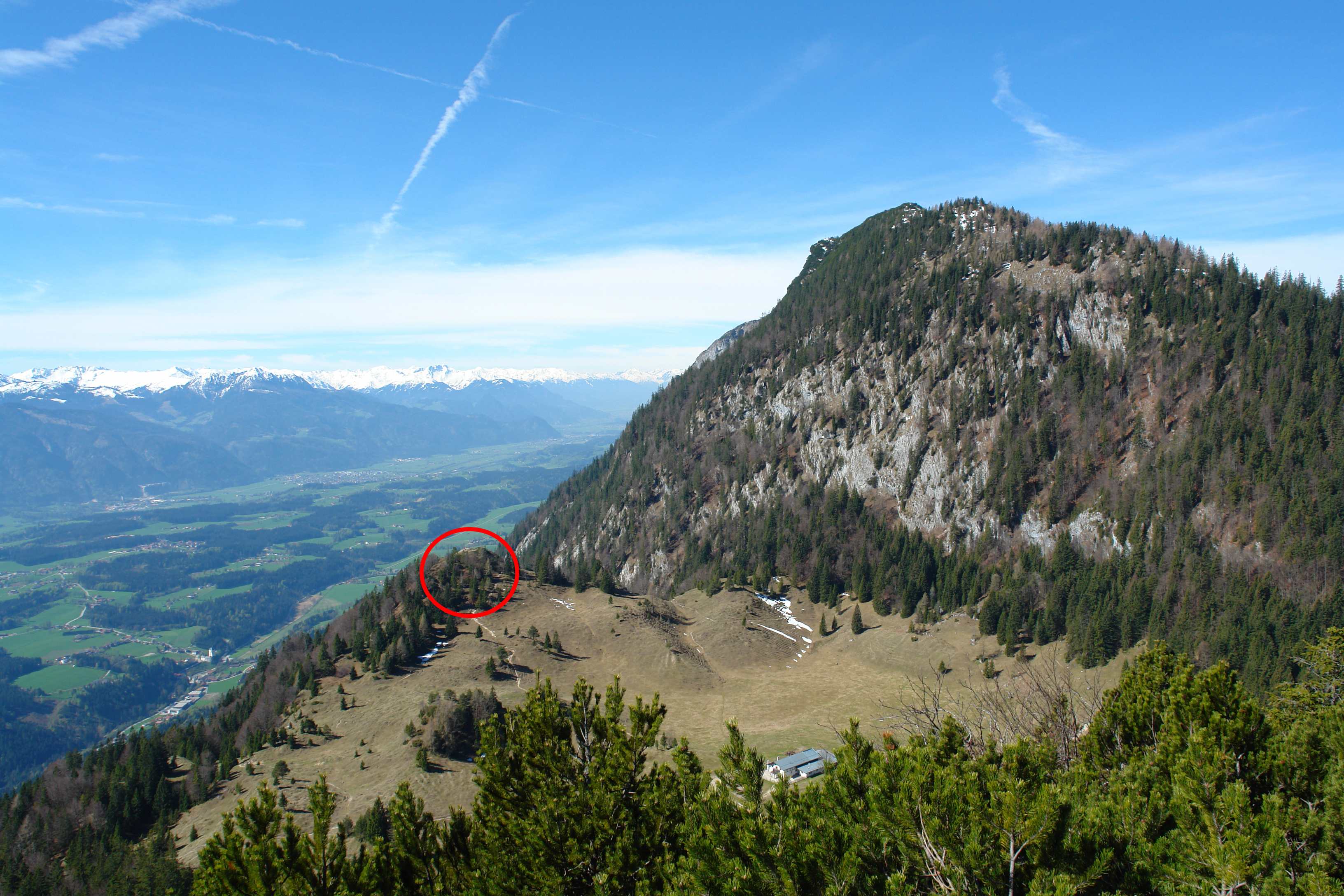

福伊爾克普夫爾山（德語：Feuerköpfl），是奧地利的山峰，位於該國西部，由蒂羅爾州負責管轄，屬於布兰登贝格山的一部分，海拔高度1,292米。